# Galzinia vesana
Galzinia vesana är en svampart som beskrevs av Boidin & Gilles 1990. Galzinia vesana ingår i släktet Galzinia och familjen Corticiaceae.   Inga underarter finns listade i Catalogue of Life.